# That Time I Got Reincarnated as a Slime
«That Time I Got Reincarnated as a Slime» (яп. 転生したらスライムだった件, Коли я переродився слизом), також відоме як «Про моє переродження в слиз» та скорочено «TenSura» (яп. 転スラ, ТенСура) — фентезійна серія ранобе, написана Ф'юзом і проілюстрована Міц Вахом.
Сюжет розповідає про Сатору Мікамі, офісного працівника якого вбивають після чого він перероджується в світі мечів і магії у вигляді однойменного слизу. Він починає збирати союзників, щоб створити власну націю монстрів.
Ранобе публікувалося онлайн з 2013 по 2016 рік на сайті Shōsetsuka ni Narō. Пізніше права на серію придбало видавництво Micro Magazine, яке випустило перший том у 2014 році. Станом на січень 2025 року опубліковано 22 томи. У Північній Америці права на серію придбало видавництво Yen Press, яке випустило перший том у грудні 2017 року.
Також серія отримала адаптацію у манґу яку видає Kodansha, а також п'ять спіноф манґ, опублікованих Micro Magazine та Kodansha. Аніме-адаптацію телевізійного серіалу виробництва Eight Bit транслювали з жовтня 2018 по березень 2019 року. Другий сезон виходив з січня по вересень 2021 року, а аніме-адаптація другого спінофу — з квітня по червень 2021 року.
Аніме-фільм вийшов у листопаді 2022 року. Трисерійна серія ONA «Visions of Coleus» було випущене в листопаді 2023 року. Третій сезон транслювався з квітня по вересень 2024 року. Анонсовано четвертий сезон і другий повнометражний фільм, прем'єра якого запланована на лютий 2026 року.

## Сюжет
Сатору Мікамі — звичайний 37-річний офісний працівник що живе в Токіо. Він майже задоволений своїм одноманітним життям, хоча в нього немає дівчини. Під час випадкової зустрічі з колегою на нього нападає злочинець, який намагається вдарити ножем його друга. Сатору відштовхує товариша і сам отримує поранення. Помираючи, він чує у своїй свідомості таємничий голос, який ставить йому серію запитань. У відповідь на його відповіді голос наділяє його різними дарами та силами для наступного життя.
Отямившись, Сатору виявляє що переродився у вигляді слизу в незнайомому світі. Водночас він отримує нові здібності, зокрема Хижака — навичку що дозволяє поглинати будь-що, копіювати його зовнішність і здібності. Блукаючи, він натикається на Вельдору, могутнього Штормового дракона який був запечатаний на 300 років за знищення міста. Співчуваючи йому, Сатору товаришує з драконом і обіцяє допомогти зняти печатку. Вони вирішують обмінятися іменами: Вельдора дає йому ім'я Рімуру, а у відповідь отримує прізвище Темпест. Рімуру поглинає дракона разом із його в'язницею, щоб проаналізувати закляття та знайти спосіб звільнити Вельдору. Згодом у своїх мандрах він отримує людську подобу після поглинання померлої дівчини на ім'я Шідзуе Ідзава.
Зникнення аури Вельдори створює вакуум сили, що зрештою робить Рімуру лідером усіх істот Великого лісу Джура, які визнають його правителем і разом засновують націю Темпест. Завдяки силі, мудрості й ідеалам Рімуру нова країна швидко зростає та здобуває вплив. Незабаром він і його піддані привертають увагу сусідніх держав — від монархів і легендарних героїв до демон-лордів, серед яких є ті, хто бажає стати союзниками, а також ті, хто прагне використати або знищити їх.

## Медіа

### Ранобе
Ф'юз спочатку публікував серію у форматі веб-роману на сайті Shōsetsuka ni Narō з 20 лютого 2013 року по 1 січня 2016 року. Згодом права на друк придбало видавництво Micro Magazine, яке випустило перший том ранобе з ілюстраціями Міц Ваха у травні 2014 року під своїм лейблом GC Novels. 15 квітня 2017 року англомовне видавництво Yen Press під час свого панелі на Sakura-Con оголосило, що отримало ліцензію на випуск серії в Північній Америці.
20 лютого 2023 року на Shōsetsuka ni Narō розпочалася публікація спіноф веб-новели, події якої відбуваються між дев'ятим і десятим томами ранобе. Вона має назву «Toaru Kyūka no Sugoshi-kata» (Як провести певні канікули).

### Манґа
Тайкі Кавакамі розпочав манґа-адаптацію в сьонен-журналі Monthly Shōnen Sirius від Kodansha 26 березня 2015 року. Kodansha USA оголосила про отримання ліцензії на манґу під час своєї панелі на New York Comic Con 6 жовтня 2016 року. Також випущено декілька продовжень до основної серії манґи.
«Коли я переродився слизом: Шляхами нації монстрів» (яп. 転生したらスライムだった件～魔物の国の歩き方～, Tensei Shitara Suraimu Datta Ken: Mamono no Arukikata) з ілюстраціями Шьо Окаґірі публікувалася в веб-журналі Comic Ride від Micro Magazine з 28 липня 2016 року до 1 березня 2021 року. Серію було скасовано через проблеми зі здоров'ям автора.
«Щоденник слизу: Коли я переродився слизом» (яп. 転スラ日記 転生したらスライムだった件, Tensura Nikki: Tensei Shitara Suraimu Datta Ken) з ілюстраціями Шіби виходить у Monthly Shōnen Sirius від Kodansha з березня 2018 року. Станом на січень 2024 року зібрано сім томів танкобон. Kodansha USA випускає манґу англійською.
«Коли я (знову!) переродився трудоголіком-слизом» (яп. 転生しても社畜だった件, Tensei Shitara Shachiku Datta Ken), ілюстрована Шізуку Акечі, почала виходити 26 вересня 2018 року на веб-платформі Suiyōbi no Sirius від Kodansha. Станом на 27 березня 2020 року випущено два томи. 3 червня 2020 року Kodansha USA отримала ліцензію на випуск англійською.
«Коли я переродився слизом: Трійця в Темпесті» (яп. 転生したらスライムだった件 異聞 ～魔国暮らしのトリニティ～, Tensei Shitara Suraimu Datta Ken Ibun – Makoku Gurashi no Trinity), з ілюстраціями Тае Тоно, почала виходити в Suiyōbi no Sirius 14 березня 2019 року. 18 березня 2020 року Kodansha USA оголосила про випуск у друкованому форматі.
«Тенчура! Коли я переродився слизом» (яп. 転ちゅら！ 転生したらスライムだった件, Tenchura! Tensei Shitara Suraimu Datta Ken), чотирикадрова манґа (йонкома) з ілюстраціями Чачи, почала виходити в Monthly Shōnen Sirius 26 лютого 2019 року. Події відхиляються від основної історії після зустрічі Рімуру з Шідзу: він вчиться створювати людське тіло, проте воно має вигляд трирічної дитини.
«Коли я переродився слизом: Помста Клеймана» (яп. 転生したらスライムだった件クレイマンREVENGE, Tensei Shitara Suraimu Datta Ken: Clayman Revenge), з ілюстраціями Ватару Каджіки, почала виходити в Monthly Shōnen Sirius 26 квітня 2022 року.
«Коли я переродився слизом: Легенда про гурмана — Кулінарний зошит Пеко та Рімуру», з ілюстраціями Чікі Нацукаті, розпочала публікацію в Monthly Shōnen Sirius 26 квітня 2023 року.
Манґа-адаптація веб-новели «Як провести певні канікули», ілюстрована Юдзо Такадою, почала виходити в Monthly Shōnen Sirius 26 липня 2023 року.

### Аніме
Аніме-адаптація виходила з 2 жовтня 2018 року по 19 березня 2019 року на Tokyo MX та інших мережах. Серіал анімований студією Eight Bit та зрежисований Ясухіто Кікучі, з Ацуші Накаямою як помічником режисера, Казуюкі Фудеясу — відповідальним за композицію серії, Рьомою Ебата, який розробив дизайн персонажів і Такахіро Кішіда, що створив дизайни монстрів. Elements Garden створює музику для серіалу.
Перша початкова пісня — «Nameless story», виконана Такумою Терашімою, тоді як перша кінцева пісня — Another colony, виконана True. Друга початкова пісня — «Megurumono» (яп. メグルモノ), виконана Терашімою, а друга кінцева тісня — «Little Soldier» (яп. リトルソルジャー, Ritoru Sorujā), виконана Адзусою Тадокоро. Серіал транслювався одночасно на Crunchyroll, а Funimation випускав англійський дубляж під час його виходу. Перший сезон складався з 24 серій.
Оригінальна відеоанімація (OVA) спочатку планувався до випуску 29 березня 2019 року у комплекті з 11-м томом манґи, але була відкладений до 4 грудня 2019 року у комплекті з 13-м томом манґи. Друга OVA була випущена 9 липня 2019 року у комплекті з 12-м томом манґи. Було анонсовано ще три OVA, причому третя OVA вийшла 27 березня 2020 року у комплекті з 14-м томом манґи. Четверта OVA була у комплекті з 15-м томом манґи, що вийшов 9 липня 2020 року. П'ята OVA вийшла у комплекті з 16-м томом манґи, що вийшов 9 листопада 2020 року.
Другий сезон був анонсований як аніме у форматі розділеного сезону, проте перша половина була відкладена з жовтня 2020 року на січень 2021, а друга половина була відкладена з квітня на липень 2021 через вплив пандемії COVID-19 в Японії. Перша половина виходила з 12 січня по 30 березня 2021 року, а друга половина виходила з 6 липня по 21 вересня 2021 року. Eight Bit анімувала серіал, а персонал і акторський склад повернулися до своїх ролей. Початкова пісня — «Storyteller», виконана True, тоді як кінцева пісня — «Storyseeker», виконана Stereo Dive Foundation. Друга початкова пісня — «Like Flames», виконана MindaRyn, а друга кінцева пісня — «Reincarnate», виконана Такумою Терашімою.
спіноф аніме-серіал, заснований на манзі «Slime Diaries: That Time I Got Reincarnated as a Slime», був запланований до прем'єри у січні 2021 року, але його вихід було перенесено на квітень 2021 року через COVID-19. Серіал виходив з 6 квітня по 22 червня 2021 року. Eight Bit також анімувала серіал, Юдзі Хайбара був режисером, Котацумікан писав сценарій, Ріса Такай та Ацуші Іріє відповідали за дизайн персонажів, а R.O.N створював музику. Початкова пісня — «Brand new diary», виконана Акане Кумадою.
Після виходу фінального епізоду другого сезону було оголошено, що серіал отримає аніме-фільм під назвою «That Time I Got Reincarnated as a Slime: The Movie — Scarlet Bond». Фільм вийшов у Японії 25 листопада 2022 року. Crunchyroll випустив фільм за межами Азії на початку 2023 року.
Трисерійна оригінальний нет-анімація (ONA) під назвою «Visions of Coleus» була анонсована 19 лютого 2023 року та вийшла 1 листопада 2023 року. Персонал із другого сезону повернувся до своїх ролей разом із Тошідзо Немото, який відповідав за композицію серії. Початкова пісня — «Hikaru Hanatsu», виконана Такумою Терашімою, тоді як кінцева пісня виконана Міхо Окасакі.
Третій сезон був анонсований 9 листопада 2022 року і виходив з 5 квітня по 27 вересня 2024 року в програмному блоці Friday Anime Night на Nippon TV та його філіях, а також BS11. Персонал із другого сезону та ONA «Visions of Coleus» повернувся до своїх ролей. Перша початкова пісня — «Peacekeeper», виконана Stereo Dive Foundation, тоді як кінцева пісня — «Believer», виконана Рін Курусу. Друга початкова пісня — «Renacer» (яп. レナセールセレナーデ, Serenade), виконана Momoiro Clover Z, тоді як друга кінцева пісня — «Miracle Soup», виконана MindaRyn. Після виходу фінального епізоду третього сезону було оголошено про четвертий сезон, а також про другий фільм. Було оголошено, що другий фільм який має назву «Tears of the Azure Sea», вийде у лютому 2026 року. Четвертий сезон поки що не має дати виходу.

### Відео ігри
На спеціальній сцені AnimeJapan 2021 для франшизи було анонсовано безкоштовний рольовий ігровий додаток під назвою «Tensei Shitara Slime Datta Ken: Maō to Ryū no Kenkoku-tan». Гра розроблена Bandai Namco Entertainment і вийшла у 2021 році. Гра була випущена англійською мовою під назвою «That Time I Got Reincarnated as a Slime: ISEKAI Memories».
У серпні 2024 року вийшла ще одна гра — «That Time I Got Reincarnated as a Slime ISEKAI CHRONICLES».
Мобільна гра «The Seven Deadly Sins: Grand Cross» мала кросоверний івент, під час якого деякі персонажі серіалу були доступні для отримання протягом обмеженого часу. Подібна подія відбулася у японській версії мобільної гри Yo-kai Watch: Wibble Wobble.

## Сприйняття

### Обсяги
Станом на жовтень 2018 року серія ранобе мала понад 4,5 мільйона надрукованих томів. Вона стала п'ятим найбільш продаваним тайтлом 2018 року з 539 277 проданими примірниками ранобе, а її манґа-адаптація була дев'ятою найбільш продаваною манґою того ж року з 3 460 066 проданими копіями. Вона також стала першою манґа-серією, заснованою на ранобе, яка досягла щонайменше 20 мільйонів надрукованих копій.
Станом на березень 2021 року серія мала понад 24 мільйони копій у обігу. У травні 2021 року вона досягла 25 мільйонів. У січні 2022 року серія мала понад 30 мільйонів копій у обігу. У лютому 2023 року їхня кількість зросла до 40 мільйонів, з яких 35 мільйонів припадало на Японію, а 5 мільйонів — на інші країни.
У травні 2021 року «That Time I Got Reincarnated as a Slime» стала одним із п'яти ісекай-аніме (разом із KonoSuba, Zombie Land Saga, Princess Lover! та Nekopara), які були частково заборонені урядом росії через зображення реінкарнації.

### Нагороди та досягнення
У 2017 році ранобе посіло восьме місце у щорічному посібнику з ранобе Kono Light Novel ga Sugoi! видавництва Takarajimasha в категорії танкобон; у 2018 році — шосте місце; у 2019 році — п'яте місце.
У 2017 році манґа-адаптація посіла п'яте місце на Третій премії Next Manga Awards у категорії друк. Манґа (разом із ранобе) також здобула нагороду BookWalker Award у 2018 році. Вона була номінована на 45-ту премію Kodansha Manga Award у категорії сьонен у 2021 році і виграла 46-е видання в тій самій категорії у 2022 році.
У 2019 році Рімуру Темпест здобув нагороду «Найкращий головний герой» на 3-х щорічних преміях Crunchyroll Anime Awards. Аніме також було номіновано на премію «Найкраща аніме-серію» на преміях IGN Awards того ж року. У другому сезоні аніме отримало нагороду за «Найкраще фентезі» на 6-й премії 2022 року. Голосовий актор Рімуру Темпеста, Розі Язіджі був номінований на премію «Найкраще голосове виконання (арабською)» на 8-й премії у 2024 році.